# Шырылдак
Шырылдак (каз. Шырылдақ, до 2008 г. — 15 лет Казахской ССР) — село в Келесском районе Туркестанской области Казахстана. Административный центр Биртилекского сельского округа. Код КАТО — 515447100.

## Население
В 1999 году население села составляло 1063 человека (541 мужчина и 522 женщины). По данным переписи 2009 года, в селе проживали 1052 человека (536 мужчин и 516 женщин).